# Rafael Rodríguez Rapún
Pour les articles homonymes, voir Rodríguez et Rapún (homonymie).
Rafael Rodríguez Rapún, né à Madrid le 26 juin 1912 et mort le 19 août 1937 à Santander pendant la guerre d'Espagne, est un joueur de football, acteur de théâtre et militaire républicain espagnol, compagnon du poète Federico García Lorca.

## Biographie
Ingénieur des mines de profession, grand sportif, footballeur à l'Atlético de Madrid, militant du PSOE, Rafael Rodríguez Rapún est issu d'une famille ouvrière.
En 1933, il rejoint en tant qu'acteur la troupe de théâtre de La Barraca de Federico García Lorca qui le surnomme affectueusement «L'homme aux trois R» (en espagnol: «Tres Erres») en référence à ses initiales.
Le peintre et acteur de la troupe Luis Sáenz de la Calzada, le décrit ainsi : « Cheveux bouclés, front peu large sillonné d'une profonde ride transversale. Nez correct qui lui donne, dans une certaine mesure, le profil d'une statue grecque ».
Federico García Lorca et Rafael Rodríguez Rapún tombent amoureux,. Leur relation se consolide pendant la tournée de l'été 1935. Le poète le nomme alors secrétaire de la troupe.
Lorsqu'est annoncé l'assassinat de son compagnon par les milices franquistes à la fin de l'été 1936, Rafael Rodríguez Rapún, désespéré et dévasté, décide de partir sur le front pour défendre la République. Après un entraînement d'artillerie dans la ville de Lorca, dans la province de Murcie, il est envoyé sur le front cantabrique avec le grade de lieutenant.
Il meurt le 18 août 1937 à Santander, à l'hôpital de campagne no 4, un an après l'assassinat de son compagnon, des suites d'un bombardement nationaliste.

## Postérité
Sa sépulture se trouve dans le cimetière de Ciriego, à Santander, en Cantabrie.
Sa mémoire et son parcours sont retrouvés par l'écrivain irlandais Ian Gibson (« Lorca y el mundo gay », 2009, traduit en français en 2011 sous le titre «Le cheval bleu de ma folie, Federico Garcia Lorca et le monde homosexuel»).
Son amie, l'écrivaine María Teresa León, membre du groupe féministe des Las Sinsombrero, le considère comme l'un des grands inspirateurs du chef d’œuvre de Federico García Lorca Los Sonetos del amor oscuro, bien que d'autres privilégient dans ce rôle l'écrivain Juan Ramírez de Lucas.
Le dramaturge contemporain Alberto Conejero évoque sa vie dans sa pièce de théâtre lorquienne La Piedra oscura, avec notamment à Paris le comédien catalan Daniel Grao dans le rôle de Rafael.